# Фрумкин, Исраэль Дов
Фрумкин Исраэль Дов (29 октября 1850, Дубровно, Могилёвская губерния, Российская империя — 10 мая 1914, Иерусалим) — еврейский журналист, переводчик и общественный деятель.

## Биография
Родился в известной хасидской семье раввина Александра-Сендера Фрумкина. В возрасте девяти лет приехал с семьей в Иерусалим, отец сам дал ему религиозное образование, а также учил с ним иностранные языки (французский, немецкий и английский). В 15 лет женился на дочери известного издателя Израиля Бака — Миндл Бак.
В 1870 начал работать в газете «Хаваццелет», возобновленной незадолго до этого его тестем И. Баком (1797—1874), вскоре стал одним из редакторов газеты (вместе с Мордехаем Кохеном).
В период с 1873 по 1875 совместно с А. М. Лунцем и другими основал кружок маскилим «Тиф’ерет Иерушалаим» и первую в городе библиотеку имени М. Монтефиоре.
Активно занимаясь благотворительностью, призывал добиваться высокого уровня образования, включения в школьные программы светских наук, музыки. Для противостояния агитации христианских миссионеров по его инициативе было создано общество «Эзрат нидахим» (1883).
Фрумкин был одним из основателей иерусалимского района выходцев из Йемена Эзрат-Ниддахим в Кфар-Шиллоах (ныне в Восточном Иерусалиме) и Мошав ха-зкеним ха-меухад в Иерусалиме. В 1954 вышло собрание сочинений Фрумкина под редакцией Г. Кресселя.
Старший брат — Михл Леви Родкинсон — писатель, издатель. Сын — Гад Фрумкин — израильский судья.